# Gepunktete Wurzelmundqualle
Die Gepunktete Wurzelmundqualle (Phyllorhiza punctata) ist eine Schirmqualle, deren ursprüngliches Verbreitungsgebiet im Pazifischen und Indischen Ozean war, in den letzten Jahrzehnten aber auch als invasiver Organismus im Golf von Mexiko gesichtet wurde. Sie gehört zu den größten Quallen der Erde.

## Verbreitung
Die ursprüngliche Verbreitung dieser Art war im Pazifischen und Indischen Ozean von Australien bis zu den Philippinen. Sie wird aber seit dem Jahr 2000 vor Mittelamerika und im Golf von Mexiko gesichtet; eventuell ist sie aber in dieser Region auch bereits früher entdeckt worden. Es wird vermutet, dass sie eingeschleppt wurde.

## Merkmale
Der Quallenschirm ist durchsichtig bis leicht bläulich und eher flach, mit einem Durchmesser von bis zu 35 Zentimetern. Große Tiere können den doppelten Durchmesser annehmen. Die Gepunktete Wurzelmundqualle gehört deshalb zu den größten Quallen der Erde. Der Schirm trägt mehrere weiße, kristalline und lichtbrechende Punkte. Am Rand des Schirms sind, wie für Arten aus der Ordnung der Wurzelmundquallen typisch, keine Tentakel vorhanden. Die Mundröhre (Manubrium) besteht aus acht dichotom angeordneten Armen mit zottenartigen Erweiterungen. Jeder Arm trägt 14 Hautfalten, die an ihrer Basis zusammengewachsen sind. In ihrem ursprünglichen Verbreitungsgebieten finden sich in ihrem Gewebe symbiontisch lebende Zooxanthellen, die eine braune Tinte produzieren.

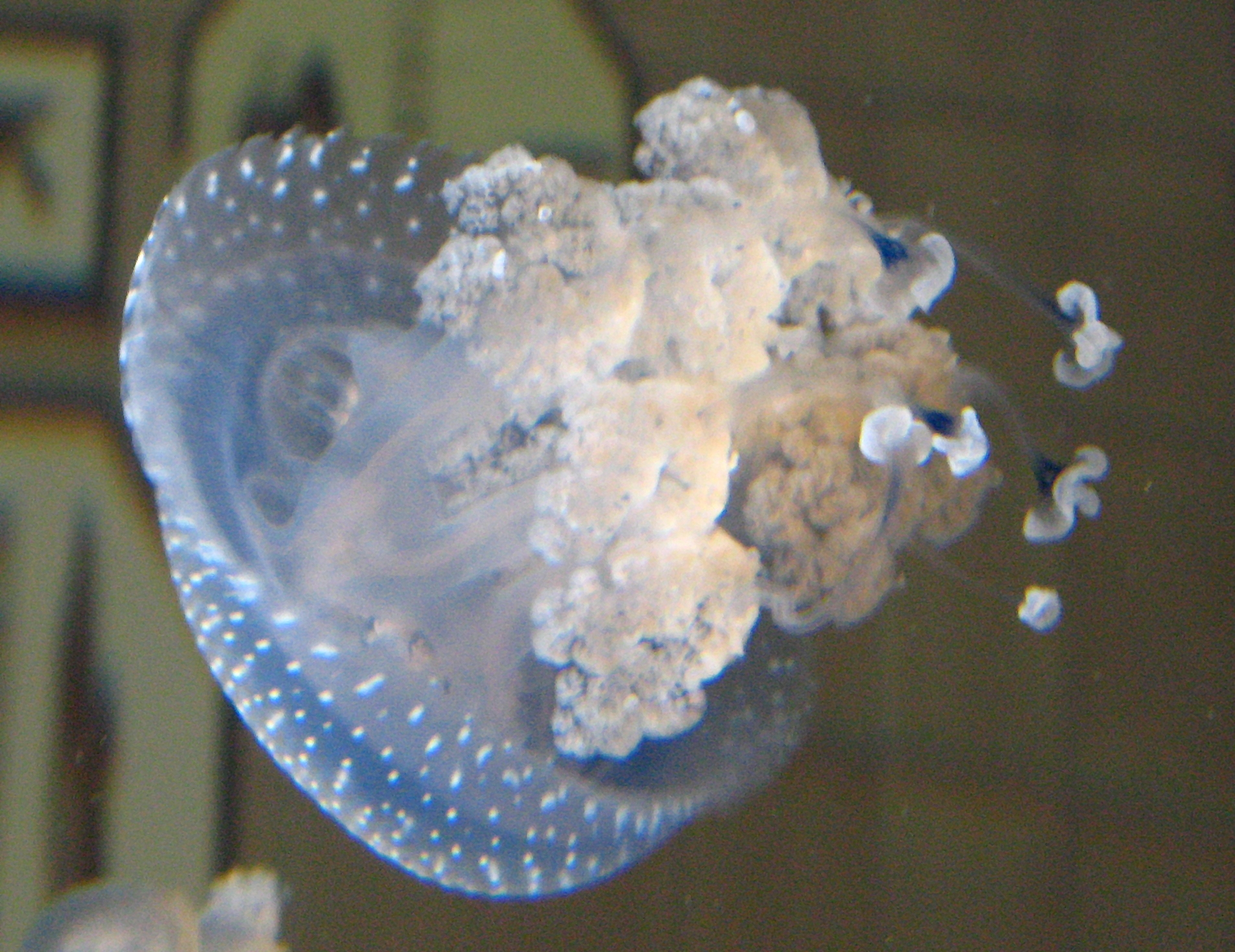
Gepunktete Wurzelmundqualle von unten im Zoologischen Garten Berlin
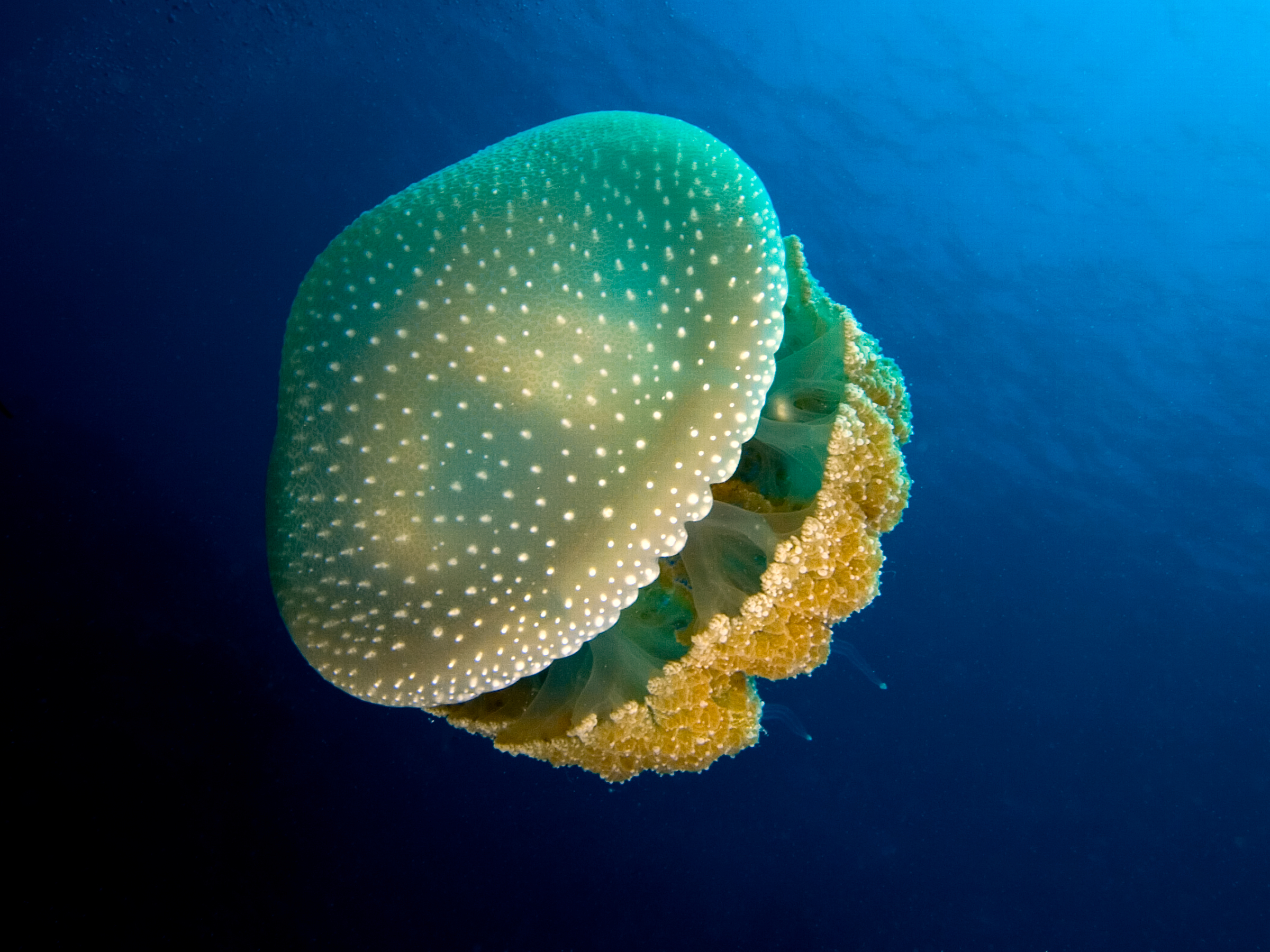
Gepunktete Wurzelmundqualle von oben
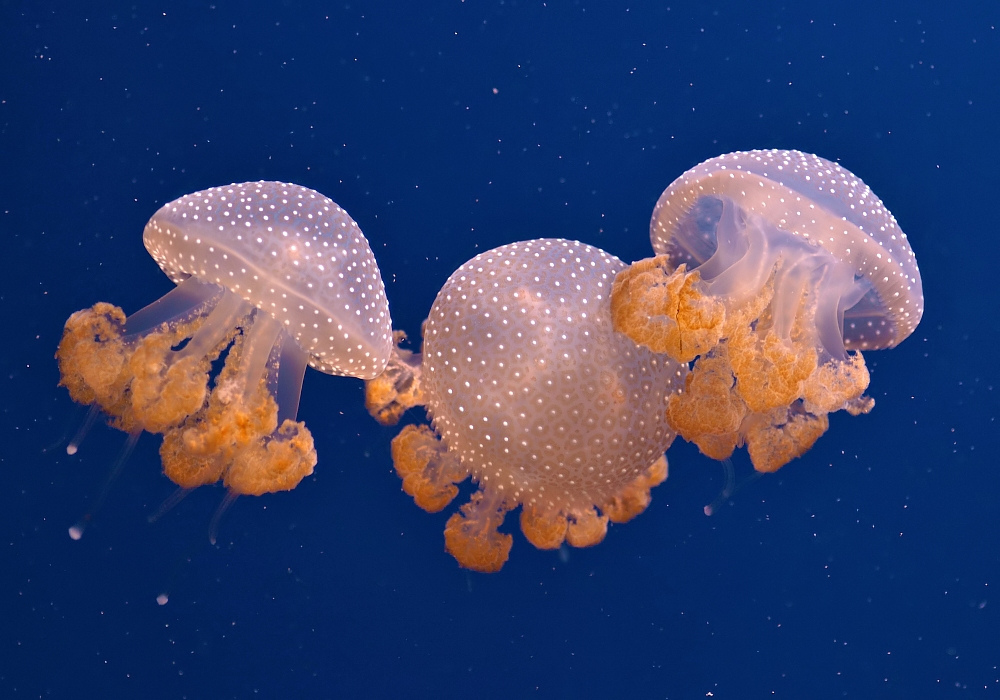
Gruppe

## Lebensweise
Tiere in der Medusenphase werden vor allem während der Sommermonate sehr zahlreich gesichtet und verschwinden praktisch völlig in den Wintermonaten. Der Grund liegt in den beiden unterschiedlichen Lebensstadien. Die eine Phase ist eine Polypenphase, während dieser sitzen sie fest auf einem Untergrund, die andere Phase ist die frei schwimmende Medusenphase. Vor allem während der warmen und hellen Monate produzieren die Polypen Ephyralarven, was zu einem beinahe explosionsartigen Anstieg der Medusenanzahl führen kann.

### Fortpflanzung
Die geschlechtliche Fortpflanzung findet während der Medusenphase statt. Die Quallen bilden Gameten (haploide Geschlechtszellen) aus, die sich außerhalb der Quallenkörper zu Zygoten (Kombination zweier Gameten mit vollständigen Chromosomensatz) verschmelzen. Aus diesen Zygoten entwickeln sich dann Planulalarven, die sich an einem festen Untergrund festsetzen und so die Polypenphase einleiten.
Bei der ungeschlechtlichen Fortpflanzung schnüren die Polypen Ephyra-Larven ab, die dann kleine Medusen ausbilden. Die Produktion von Ephyra-Larven kommen während des ganzen Lebens der Polypen vor, vermehrt aber während der warmen und hellen Jahreszeit.

### Nahrungsaufnahme
Die Mundröhrenarme tragen Nesselzellen, mit denen sie Plankton aus dem Meer filtern können.

## Systematik
Für diese Quallenart existieren einige taxonomische Synonyme:
- Mastigias ocellatus, Modeer, 1791
- Mastigias albipunctatus, Stiasny, 1920
- Mastigias andersoni, Stiasny, 1926
- Mastigias scintillae, Soares Moreira, 1961
- Cotylorhiza pacifica, Mayer, 1915
- Cotylorhizoides pacificus, Light, 1921